# Малый Кундыш
Ма́лый Ку́ндыш (мар. Изи Кундыш) — река в Марий Эл, левый приток Малой Кокша́ги (бассейн Волги), впадает в 44 км от её устья по левому берегу. Длина реки — 107 км, площадь водосборного бассейна — 1310 км².
Высота истока — 172,6 м над уровнем моря. Исток реки находится на Вятском Увале у деревни Янгранур в 16 км к северо-востоку от посёлка Советский. Исток находится рядом с истоком реки Шуй, здесь проходит водораздел бассейнов Малой Кокшаги и Вятки.
Течёт на юго-запад, русло крайне извилистое, особенно в нижнем течении. В низовьях образует большое количество стариц и затонов. Верхнее течение проходит по территории Советского района, нижнее — в Медведевском. В верхнем течении протекает деревни Тапшер, Тимофеево, Верхний Упшнур, Кундуштур, Кундушумбал, Кораксола. В нижнем течении входит в лесной массив, который мало населён, единственный населённый пункт на реке на этом участке — посёлок Кундыш, стоящий на ж/д Казань — Йошкар-Ола южнее посёлка Сурок.
Впадает в Малую Кокшагу у деревни Усть-Кундыш. Ширина реки перед устьем — 17 метров, скорость течения 0,3 м/с.

## Притоки
- 37 км: река Шильма (лв)
- 40 км: река без названия, у оз. Ширенга (пр)
- река Куютка (пр)
- 60 км: река Шашка (пр)
- 70 км: река Шуля (пр)
- 71 км: река без названия, у оз. Кунуштурское
- 78 км: река Ронга (пр)
- 84 км: река без названия, у с. Корак-Сола (лв)

## Данные водного реестра
По данным государственного водного реестра России относится к Верхневолжскому бассейновому округу, водохозяйственный участок реки — Волга от Чебоксарского гидроузла до города Казань, без рек Свияга и Цивиль, речной подбассейн реки — Волга от впадения Оки до Куйбышевского водохранилища (без бассейна Суры). Речной бассейн реки — (Верхняя) Волга до Куйбышевского водохранилища (без бассейна Оки).
Код объекта в государственном водном реестре — 08010400712112100001258.